# BET Her Award
Der BET Her Award wird seit 2006 im Rahmen der BET Awards von Black Entertainment Television (BET) vergeben. Preisträger sind seit 2016 Interpreten von Liedern, die von starken Frauen handeln. Er ist eng verknüpft mit dem BET-Spartensender BET Her, der 1996 als BET on Jazz begann und später umbenannt wurde in BET J. Der Preis wurde 2006 als BET J Cool Like That Award eingeführt und an Künstler des Neo-Soul und des traditionellen Rhythm and Blues verliehen. Zwischen 2008 und 2009 wurde er als BET J Award weitergeführt. Der Sender benannte sich 2009 in Centric um, so dass der Award von 2010 bis 2017 BET Centric Award hieß.

## Liste der Sieger und Nominierten
- BET J Cool Like That Award (2006–2007)
- BET J Award (2008–2009)
- BET Centric Award (2010–2017)
- BET Her Award (2018–present)

### 2000er
| Jahr                    | Künstler    | Ref |
| ----------------------- | ----------- | --- |
| 2006                    |             |     |
| Anthony Hamilton        | [ 1 ]       |     |
| Corrine Bailey Rae      | [ 1 ]       |     |
| Eric Benét              | [ 1 ]       |     |
| Heather Headley         | [ 1 ]       |     |
| Kindred the Family Soul | [ 1 ]       |     |
| 2007                    | [ 1 ]       |     |
| Gerald Levert           | [ 2 ]       |     |
| Brian McKnight          | [ 2 ]       |     |
| Musiq                   | [ 2 ]       |     |
| Eric Roberson           | [ 2 ]       |     |
| Elisabeth Withers       | [ 2 ]       |     |
| 2008                    | [ 2 ]       |     |
| Raheem DeVaughn         | [ 3 ]       |     |
| Chaka Khan              | [ 3 ]       |     |
| Ledisi                  | [ 3 ]       |     |
| Jill Scott              | [ 3 ]       |     |
| Angie Stone             | [ 3 ]       |     |
| 2009                    | [ 3 ]       |     |
| Jazmine Sullivan        | [ 4 ] [ 5 ] |     |
| Musiq                   | [ 4 ] [ 5 ] |     |
| Raphael Saadiq          | [ 4 ] [ 5 ] |     |
| Seal                    | [ 4 ] [ 5 ] |     |
| Solange                 | [ 4 ] [ 5 ] |     |

### 2010er
| Jahr                               | Künstler                          | Lied   | Ref |
| ---------------------------------- | --------------------------------- | ------ | --- |
| 2010                               |                                   |        |     |
| Monica                             | Monica                            | [ 6 ]  |     |
| Melanie Fiona                      |                                   | [ 6 ]  |     |
| Maxwell                            |                                   | [ 6 ]  |     |
| Chrisette Michele                  |                                   | [ 6 ]  |     |
| Sade                               |                                   | [ 6 ]  |     |
| 2011                               |                                   | [ 6 ]  |     |
| Marsha Ambrosius                   | Marsha Ambrosius                  | [ 7 ]  |     |
| Eric Benét                         |                                   | [ 7 ]  |     |
| CeeLo Green                        |                                   | [ 7 ]  |     |
| Kem                                |                                   | [ 7 ]  |     |
| R. Kelly                           |                                   | [ 7 ]  |     |
| 2012                               |                                   | [ 7 ]  |     |
| Common                             | Common                            | [ 8 ]  |     |
| Estelle                            |                                   | [ 8 ]  |     |
| Robert Glasper                     |                                   | [ 8 ]  |     |
| Robin Thicke                       |                                   | [ 8 ]  |     |
| Tyrese                             |                                   | [ 8 ]  |     |
| 2013                               |                                   | [ 8 ]  |     |
| Tamar Braxton                      | Love and War                      |        |     |
| Fantasia                           | Lose to Win                       |        |     |
| Miguel                             | Adorn                             |        |     |
| Nas                                | Daughters                         |        |     |
| Charlie Wilson                     | My Love is All I Have             |        |     |
| 2014                               |                                   |        |     |
| Jhené Aiko                         | The Worst                         | [ 9 ]  |     |
| Aloe Blacc                         | The Man                           | [ 9 ]  |     |
| Jennifer Hudson (feat. T.I.)       | I Can't Describe (The Way I Feel) | [ 9 ]  |     |
| Wale (feat. Sam Dew)               | LoveHate Thing                    | [ 9 ]  |     |
| Liv Warfield                       | Why Do You Lie?                   | [ 9 ]  |     |
| 2015                               |                                   | [ 9 ]  |     |
| The Weeknd                         | Earned It                         | [ 10 ] |     |
| AverySunshine                      | Call My Name                      | [ 10 ] |     |
| Mark Ronson (feat. Bruno Mars)     | Uptown Funk                       | [ 10 ] |     |
| Sam Smith and Mary J. Blige        | Stay with Me                      | [ 10 ] |     |
| Jazmine Sullivan (feat. Meek Mill) | Dumb                              | [ 10 ] |     |
| 2016                               |                                   | [ 10 ] |     |
| Beyoncé                            | Formation                         |        |     |
| Andra Day                          | Rise Up                           |        |     |
| The Internet                       | Under Control                     |        |     |
| K. Michelle                        | Not a Little Bit                  |        |     |
| Rihanna                            | Bitch Better Have My Money        |        |     |
| 2017                               |                                   |        |     |
| Solange                            | Cranes in the Sky                 | [ 11 ] |     |
| Mary J. Blige                      | Thick of It                       | [ 11 ] |     |
| Fantasia                           | Sleeping with the One I Love      | [ 11 ] |     |
| Kehlani                            | Distraction                       | [ 11 ] |     |
| Syd                                | All About Me                      | [ 11 ] |     |
| Yuna (feat. Usher)                 | Crush                             | [ 11 ] |     |
| 2018                               |                                   | [ 11 ] |     |
| Mary J. Blige                      | Strength of a Woman               | [ 12 ] |     |
| Janelle Monáe                      | Django Jane                       | [ 12 ] |     |
| Remy Ma (feat. Chris Brown)        | Melanin Magic (Pretty Brown)      | [ 12 ] |     |
| Leikeli47                          | 2nd Fiddle                        | [ 12 ] |     |
| Lizzo                              | Water Me                          | [ 12 ] |     |
| Chloe x Halle                      | The Kids Are Alright              | [ 12 ] |     |
| 2019                               |                                   | [ 12 ] |     |
| H.E.R.                             | Hard Place                        | [ 13 ] |     |
| Alicia Keys                        | Raise a Man                       | [ 13 ] |     |
| Ciara                              | Level Up                          | [ 13 ] |     |
| Janelle Monáe                      | Pynk                              | [ 13 ] |     |
| Queen Naija                        | Mama's Hand                       | [ 13 ] |     |
| Teyana Taylor                      | Rose in Harlem                    | [ 13 ] |     |

### 2020er
| Jahr                                                           | Künstler               | Lied          | Ref |
| -------------------------------------------------------------- | ---------------------- | ------------- | --- |
| 2020                                                           |                        |               |     |
| Beyoncé (feat. Blue Ivy, Wizkid, und Saint Jhn)                | Brown Skin Girl        | [ 14 ] [ 15 ] |     |
| Alicia Keys                                                    | Underdog               | [ 14 ] [ 15 ] |     |
| Ciara (feat. Lupita Nyong’o, Ester Dean, City Girls and La La) | Level Up               | [ 14 ] [ 15 ] |     |
| Layton Greene                                                  | I Choose               | [ 14 ] [ 15 ] |     |
| Lizzo (feat. Missy Elliott)                                    | Tempo                  | [ 14 ] [ 15 ] |     |
| Rapsody (feat. PJ Morton)                                      | Afeni                  | [ 14 ] [ 15 ] |     |
| 2021                                                           |                        | [ 14 ] [ 15 ] |     |
| SZA                                                            | Good Days              | [ 16 ]        |     |
| Alicia Keys (feat. Khalid)                                     | Underdog               | [ 16 ]        |     |
| Brandy (feat. Chance the Rapper)                               | Baby Mama              | [ 16 ]        |     |
| Bri Steves                                                     | Anti Queen             | [ 16 ]        |     |
| Chloe x Halle                                                  | Baby Girl              | [ 16 ]        |     |
| Ciara (feat. Ester Dean)                                       | Rooted                 | [ 16 ]        |     |
| 2022                                                           |                        | [ 16 ]        |     |
| Mary J. Blige                                                  | Good Morning Gorgeous  | [ 17 ]        |     |
| Alicia Keys                                                    | Best of Me (Originals) | [ 17 ]        |     |
| Chlöe                                                          | Have Mercy             | [ 17 ]        |     |
| Ari Lennox                                                     | Pressure               | [ 17 ]        |     |
| Jazmine Sullivan                                               | Roster                 | [ 17 ]        |     |
| Summer Walker (feat. Ari Lennox)                               | Unloyal                | [ 17 ]        |     |
| Doja Cat                                                       | Woman                  | [ 17 ]        |     |